# Alejandro de Tomaso
Alejandro de Tomaso (10. července 1928 Buenos Aires – 21. května 2003 Modena) byl argentinský automobilový závodník a podnikatel, zakladatel automobilky De Tomaso.
Narodil se v Argentině v roce 1928. V roce 1955 z politických důvodů z Argentiny uprchl do Itálie, odkud pocházel jeho dědeček. Usadil se v Modeně, kde poznal svou ženu a zahájil kariéru jako pilot F1. V roce 1959 založil vlastní značku De Tomaso.